# 2024年・2028年の夏季オリンピックの開催地選考
2024年・2028年夏季オリンピックの開催地選考（2024ねん・2028ねんかきオリンピックのかいさいちせんこう）では、2024年夏季オリンピックと2028年夏季オリンピックの開催都市が選考されるまでの経緯について記述する。
2024年夏季オリンピックには5都市が立候補した。しかし、撤退が相次ぎ、最終的に2都市が立候補した。

## 選考過程(申請〜1次選考)
- 立候補の意思がある都市は、国内のオリンピック委員会(NOC)を通じて国際オリンピック委員会(IOC)に立候補申請の書簡を送付する。
- 立候補を申請した都市は「申請都市(APPLICANT CITY)」として、期限までに開催計画の概要を記した申請ファイルをIOCへ提出する。
- IOCのワーキンググループが各都市の開催能力を精査及び評価する。
- ワーキンググループの評価を元に、IOC理事会において1次選考が行われる。

## 選考過程(1次選考〜開催地決定)
- 1次選考を通過した都市は「立候補都市(CANDIDATE CITY)」となり、期限までに詳細な開催計画を記した立候補ファイルをIOCへ提出する。
- IOCの評価委員会が各都市を順次訪問し、会場予定地などを視察する。

## 開催地選定
| City         | NOC            | 2024年 | 2028年 |
| パリ         | フランス       | ○      |        |
| ロサンゼルス | アメリカ合衆国 |        | ○      |

## 立候補した都市
以下、人物の肩書きはいずれもその当時のもの。

### ヨーロッパ
- フランス - パリ市が 1992年大会、2008年大会、2012年大会に立候補したが、いずれも失敗している。2024年大会は前回のパリオリンピックからちょうど100年目となるため、フランスの元スポーツ大臣が立候補を見据えて競技施設の建設などに充てる準備金の積み立て計画を表明した。しかし夏季五輪招致を巡り、フランソワ・オランド大統領は2014年11月6日に出演したテレビ番組で「立候補するなら支持する」と発言していたがパリのアンヌ・イダルゴ市長が翌7日、立候補に消極的な姿勢を示した。イダルゴ市長は反対の理由に経済的な負担などを挙げていた。
  - パリ - パリ議会は2015年4月13日、五輪の招致を支持する決議を可決した。

### 北アメリカ
- アメリカ合衆国  - 1996年アトランタオリンピックを最後に、アメリカ国内では夏季オリンピックが開催されていない。2012年大会にニューヨークが、2016年大会にはシカゴが立候補したが、いずれも落選している。アメリカオリンピック委員会 (USOC) は2020年大会には立候補しないことを表明、さらに2022年冬季オリンピックにも国内の都市の立候補申請を受け付けないことを明らかにし、2024年大会と2026年冬季大会を見据えることを表明した。
  - ロサンゼルス

## 立候補を検討していた都市
以下、人物の肩書きはいずれもその当時のもの。

### アフリカ
- モロッコ
  - カサブランカ - 2011年3月、モロッコ政府が2024年大会または2028年大会への立候補を見据えて、8万人を収容できるスタジアムの建設を進めることを表明した[1]。
- ケニア
  - ナイロビ - 2012年8月、オディンガ首相が招致の検討を表明した。

### アジア
- カタール
  - ドーハ - 2016年大会と2020年大会に立候補したが、共に1次選考で落選している。2020年大会の落選後、2024年大会の招致レースを見据える声明を発表していた[2]。
- フィリピン
  - マニラ[3]
- インド
  - ニューデリー - 2015年4月3日、インド・オリンピック委員会 (IOA) のラマチャンドラン会長は、IOCのバッハ会長が4月下旬にインドを訪問し、モディ首相と会談するとPTI通信が伝えた。IOA筋はインド政府が2024年のオリンピック開催に手を挙げたいとの意向を伝えるとしているが、巨額の資金が必要で、実現するかどうかは不透明であった。立候補都市は首都ニューデリーか西部アーメダバードとの観測があった。

### ヨーロッパ
- アゼルバイジャン
  - バクー - 2016年大会と2020年大会に立候補したが、共に1次選考で落選した。その後、再挑戦の意欲を表明した[4][5]。
- ウクライナ
  - キーウ - コレスニコフ副首相がポーランドと共催したUEFA EURO 2012の成功は2024年五輪開催地への立候補に大きな弾みがつくとの声明を発表した。キーウはEURO 2012の決勝戦を開催した。また、ウクライナはウクライナ西部の都市リヴィウ州庁所在地であるリヴィウで2022年冬季オリンピックへの立候補も検討していたが[6]、2014年6月30日、緊迫化する国内情勢を理由に、立候補を取りやめると発表した。
- トルコ
  - イスタンブール - 2020年大会に立候補し、一時は最有力とされながらも、最終投票で東京に敗れる。引き続き2024年大会にもイスラム圏初のオリンピックを目指す方針であったがトルコオリンピック委員会のエルデネル会長は2015年2月25日、イスタンブールの2024年夏季五輪招致について「非常に難しい状況だ。おそらく立候補できないだろう」と述べ、断念する可能性を示した。最終的には政府の判断に委ねることとなる。IOC理事でもある同会長は、現状は停滞していると説明した。

### 北アメリカ
- カナダ
  - トロント[7]

## 立候補を取りやめた都市
- アラブ首長国連邦 ドバイ
- アメリカ合衆国 サンフランシスコ
- アメリカ合衆国 ワシントンD.C.
- アメリカ合衆国 サンディエゴ/ メキシコ ティフアナ
- アメリカ合衆国 タルサ/ ニューヨーク/ ダラス/ フィラデルフィア[8]
- アメリカ合衆国 ボストン - 2015年1月8日、米国オリンピック委員会 (USOC) はコロラド州デンバーで開かれた理事会で、15人の役員による投票の末、夏季五輪の候補都市をロサンゼルスやサンフランシスコ、ワシントンD.C.とともに候補となっていたマサチューセッツ州ボストンに決定したと発表した。2015年3月24日、ボストン五輪招致委員会のフィッシュ会長は招致の是非を問う住民投票を2016年11月に実施する意向を明らかにした。反対多数の場合は招致を取りやめる考えだった。投票の対象はボストン市と同市があるマサチューセッツ州で既に市長、州知事からの賛同を得ていたが一方で経費面などで反対意見があり、地元ラジオ局による世論調査で支持率は36%にとどまっていた。2015年7月27日、ボストンのウォルシュ市長が記者会見で大会運営で赤字が生じた場合、市が全額を補償することに難色を示したため立候補を取りやめた[9]。
- メキシコ グアダラハラ[10]
- 韓国 釜山
- 台湾 台北
- ロシア サンクトペテルブルク[11]/カザン
- イタリア - 2020年夏季オリンピック開催地が東京に決定したことを受け、エンリコ・レッタ首相が2024年大会を同国の都市に招致する意向を示した。
  - ローマ - 2020年大会にも立候補したが、緊縮財政により財政赤字からの脱却を進めるマリオ・モンティ政権からの支持を得られず断念を決意した。しかし、2013年8月にイタリアオリンピック委員会 (CONI) 会長が2024年大会にローマが立候補する可能性があることに言及し、さらにマリーノ市長が招致の準備ができていることを表明した[12]。2014年12月15日、首都のローマが夏季五輪の開催都市として立候補することを発表。また、CONIは2015年2月10日、ローマの夏季五輪誘致は元フェラーリのルカ・ディ・モンテゼーモロ会長が指揮を執ると発表していたが2016年9月21日、ヴィルジニア・ラッジ市長が1960年五輪で発生した借金が完済していないこと、国民・市民の税負担、ローマ市の財政難を理由に開催招致レースからの撤退を表明した。
- ドイツ ベルリン [13]
- ドイツ ハンブルク - DOSBは2015年3月16日、立候補都市にハンブルクを推薦すると発表。1936年に夏季五輪を開催した首都ベルリンとの2都市から国内候補都市を絞り込んだ。DOSBによると、ハンブルクは住民支持率が64%でベルリンの55%を上回り、国内競技団体の投票でも過半数の支持を得ていたが、ハンブルクの夏季五輪招致委員会は2015年11月29日、招致の是非を問う住民投票の結果、巨額の開催費への懸念から反対51.6%、賛成48.4%となり、過半数を得られなかったため招致を断念すると発表した。ドイツは、2022年冬季五輪招致を検討したミュンヘンが巨額の開催費などの懸念から住民投票で賛同を得られず立候補を断念した経緯がある。
- 南アフリカ共和国　ダーバン[14]/ヨハネスブルク[15]
- ハンガリー ブダペスト - ハンガリーオリンピック委員会 (MOB) は2015年2月6日の総会で、2024年夏季五輪招致でブダペストを候補都市として実現可能性の調査に乗り出す方針を決めた。その後、2015年7月8日にMOBは開催都市に首都ブダペストが立候補したと発表。カヌー・スラロームなどの複数種目で他都市か国外での実施も検討していた。世論調査会社Ipsosの調べでは、ハンガリー国民の60%は2024年の夏季五輪の開催地としてブダペスト市が立候補することを支持した。開催の障害としては、73%がハンガリーの経済状況を挙げていたが大会の計画書提出後の2017年2月22日、開催費が巨額になったことを受けて国民の間で反対の声が広がり、「五輪招致反対派の動きが加速し、ブダペストは必要な結束が崩れ、大会の成功は望めない」ことを理由にハンガリー政府やブダペスト市長が招致を断念することを発表した[16]。